# Henrik Malberg
Henrik Martin Marinus Malberg (født 4. december 1873 i Aarhus, død 28. september 1958 i København) var en dansk skuespiller, bror til Peter Malberg.
Han blev født i Skolegade 7 som søn af Peter Broch Malberg og Catrine Marie Scheibye. Hans bror er skuespiller Peter Malberg. Den 11. maj 1906 blev han gift med Anna Augusta Hansenmeyer.
Han startede som maskinarbejder i fødebyen og debuterede som skuespiller på det gamle Aarhus Teater i 1896, hvorefter han drog på turné nogle år. I 1902-5 var han fastansat ved Århus Teater. I 1905-10 var han en af de førende skuespillere ved Dagmarteatret. I 1910-12 var han direktør for et teaterselskab, der turnerede i provinsen, hvorefter han igen var ansat ved Dagmarteatret i 1912-14 og ved Alexandrateatret i 1914-17. I perioden 1917-50 var han ansat ved Det kongelige Teater, hvorefter han var freelance i sine sidste år.
Henrik Malberg var en typisk teaterskuespiller og modtog i den egenskab en masse hædersbevisninger. Han debuterede som filmskuespiller i 1910 i stumfilmen Dorian Grays Portræt, men medvirkede i øvrigt kun i få film i modsætning til sin yngre bror. Han var medforfatter til skuespillene Bolettes Brudefærd (med Orla Bock) og Gamle Postgaard (med Axel Frische).
Han blev æresmedlem af Dansk Skuespillerforbund, Finsk kunstnerforbund og Solistforeningen og Studenternes æreskunstner 1946. 1950 modtog han Ingenio et arti, og 1954 modtog han Dansk Skuespillerforbunds ærespris.
Han er begravet på Vestre Kirkegård.

## Filmografi
- Dorian Grays Portræt – 1910
- Lille Claus og store Claus – 1913
- Præsten i Vejlby – 1931
- Paustians Uhr – 1932
- Kobberbryllup – 1933
- Sol over Danmark – 1936
- Den kloge mand – 1937
- Bolettes brudefærd – 1938
- Kongen bød – 1938
- Ordet – 1955